# Schlossplatz (Stuttgart)

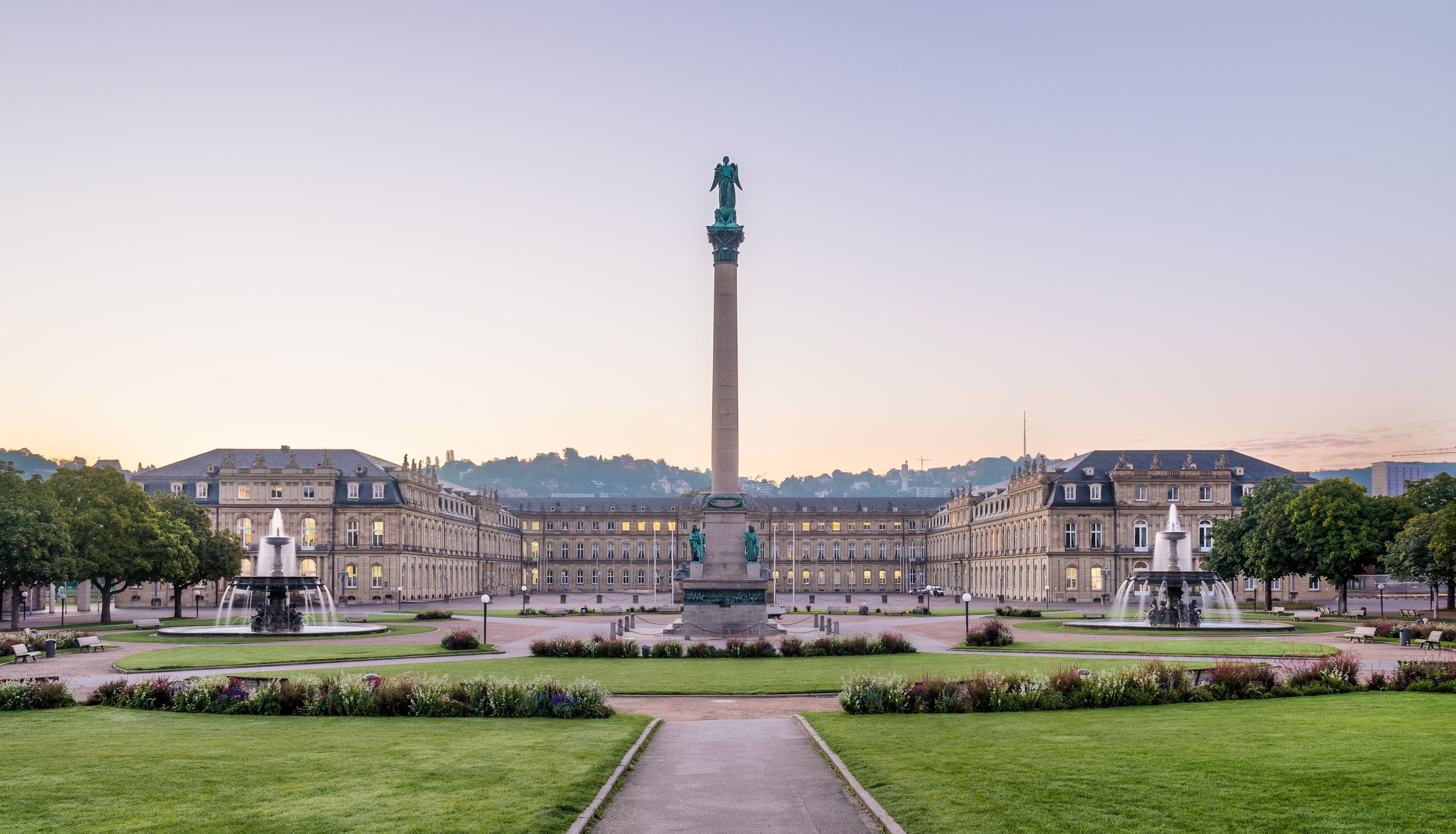
Schloßplatz

Schlossplatz is het grootste plein in Stuttgart-Mitte (het centrum van Stuttgart). Het plein ligt aan het Neues Schloss dat werd gebouwd tussen 1746 en 1807. Vanaf de bouw tot het midden van de 19e eeuw werd het gebruikt als een militair paradeterrein en was het niet open voor het publiek. Het Schlossplatz staat naast twee andere populaire pleinen in Stuttgart: Karlsplatz in het zuiden en Schillerplatz in het zuidwesten. De Königstraße doorsnijdt het plein van noord naar zuid.
Het Neues Schloss en het plein zijn sinds 1918 openbaar toegankelijk.
Het Neues Schloss werd zwaar beschadigd tijdens de geallieerde bombardementen van de Tweede Wereldoorlog. Het gebouw werd gerestaureerd in de periode 1958-1964 met een gemoderniseerd interieur. Er huist nu een ministerie in van de regering van Baden-Württemberg.
Tot de jaren zestig doorsneed de Königstraße met auto- en vrachtwagenverkeer het plein. Sinds die tijd heeft de metro van Stuttgart er een metrostation en zijn tunnels gebouwd om het verkeer van het plein en de Königstraße weg te leiden.
Het hele plein werd voor het laatst volledig gerenoveerd in 1977. De gazons en bloemperken werden in 2006 vernieuwd voor de wereldbekerfinale 2006.